# 条约必须遵守
Pacta sunt servanda ，拉丁语意为“条约必须遵守”， 是一條布爾查德法律格言，也是一项基本法律原則，並屬於國際習慣法。国际法教授汉斯·韦伯格 (Hans Wehberg) 表示，此一社会秩序规则具有深远的道德和宗教影响。 
在最普通的意义上，该原则應用於私人契約，规定合同的条款是合同双方之间的法律，因此意味着忽视各自的义务是违反合同的行为。 該原則已知最早出處是公元 13 世纪的教士Cardinal Hostiensis的著作中，该著作于 16 世纪出版。

## 现代法理学
在大陆法系和普通法系法域，该原则与商业中正确行为的一般原则相关，包括善意假设。 虽然世界上大多数司法管辖区在其法律体系中都有某种形式的善意假設，但对于应如何评估和衡量善意則存在争议。 例如，在美国（屬於普通法系）所有商业合同中都存在隐含的善意和公平交易义务。 

## 国际法
根据国际法，“凡有效之條約對其各當事國有拘束力，必須由各該國善意履行。”。 據此，《维也纳条约法公约》（1969年签署并于1980年生效）的缔约国要履行条约规定的义务，同時有權要求相關义务須被履行。条约的这种善意基础意味着条约的缔约方不能援引其国内（本地）法律的规定作为其疏忽履行条约义务的理由。
适用「条约必须遵守」的唯一限制是一般国际法的强制性规范，这些规范被命名为“ jus cogens ”，即强制性法律。习惯国际法中的“情势变更”的法律原则也允许因情况发生强制性变化而不履行条约规定的义务。

## 參閱
- 违反合约
- 破坏和平
- 有效违约
- 根本违约
- 雨果·格劳秀斯
- 拉丁短语列表
- 法律拉丁术语表